# The Adventures of Mary-Kate and Ashley Olsen

The adventures of Mary-Kate & Ashley es una comedia de situación emitida por el canal ABC durante la temporada 1998 - 1999, protagonizada por las gemelas Olsen. Sus mediocres resultados de audiencia llevaron a su pronta cancelación. La serie se ha visto en España dentro del espacio Megatrix de Antena 3 y en los canales de televisión: Neox, y Disney Channel España. Se escribió un juego de libros como pieza complementaria del programa, mostrando a las gemelas en la portada.

## Formato
Cada episodio comienza con las chicas cantando el tema principal. Siguiendo el tema musical, las niñas reciben una llamada telefónica, informándoles de algún misterio urgente que necesita ser resuelto. Su lema es "Resolveremos cualquier crimen a la hora de la cena". Cada capítulo presenta a las chicas cantando varias canciones sobre el misterio en el que están trabajando. Nunca dejan de resolver el misterio con su compañero, Clue (Basset Hound), y, de hecho, la solución suele ser algo muy obvio o muy trivial, para darle al episodio un final humorístico.

## Capítulos
1. Las aventuras de Mary-Kate y Ashley:The Case of Thorn Mansion (1994)
Un fantasma es supuestamente inquietante una mansión en Transilvania , y las chicas deben averiguar quién o qué es en realidad detrás de él. El "fantasma" termina siendo el cuidador de la mansión que también es apicultor.
2. Las aventuras de-Mary Kate y Ashley:The Case of the Logical i Ranch (1994)
Picante olores y ruidos extraños de la plaga "lógico que Rancho". Algunos empleados de la hacienda que está siendo causado por un dragón suelto.
3. Las aventuras de-Mary Kate y Ashley:The Case of the Sea World Adventure (1994)
La única película de larga duración que venía de la serie. las niñas los padres trabajan en el mundo del mar como el exceso de trabajo entrenadores de delfines. Un día, las chicas de ejecución en un cuerpo muerto en el bosque que a la larga conduce a ellos ya sus padres a un crucero al tratar de resolver el misterio amañadas. El jefe de las niñas a los padres la habían plantado pruebas para ponerlos a todos en el crucero, para que pudieran tomar una necesaria vacaciones de la familia, mucho.
4. Las aventuras de-Mary Kate y Ashley:The Case of the Mystery Cruise (1994)
La secuela de Las aventuras de Mary-Kate y Ashley: El caso de la World Adventure mar . las niñas de El padre de la computadora portátil que contiene información vital que alguien robe mientras que en un crucero , y debe recuperar. Ellos creen que un amigo de su padre fue el responsable, pero más tarde resultó ser un acontecimiento organizado.
5. Las aventuras de-May Kate y Ashley:The Case of the Fun House Mystery (1995)
Algo está haciendo ruidos de miedo dentro de la casa de la diversión en un parque de diversiones, y las chicas deben averiguar quién o qué es. Uso de la pista de "Mush Monster" y "plátanos", se enteran de que el monstruo al acecho dentro de la casa de la risa es realmente un orangután .
6. Las aventuras de Mary-Kate y Ashley:The Case of the Christmas Caper (1995)
Los hackers entrar en Santa equipo para robar el "Espíritu de la Navidad", el avión de Santa utiliza para volar a entregar todos los regalos a los niños del mundo en la víspera de Navidad . Corresponde a las niñas para mostrar lo que las vacaciones se trata.
7. Las aventuras de-Mary Kate y Ashley:The Case of the Shark Encounter (1996)
Tres piratas afirman que los tiburones en un tanque están cantando, y las chicas deben saber que los sonidos son extraños.
8. Las aventuras de-Mary Kate y Ashley:The Case of the U.S. Space Camp Mission (1996)
Un transbordador espacial ha sido puesto a tierra, debido a una toma de sonido misterioso procedente de su superficie externa. A menos que las niñas pueden entender lo que está pasando, el transbordador espacial será no ser capaz de despegue. Para averiguar el misterio, que reciben ayuda para aprender sobre los viajes espaciales a través de la EE. UU. Space Camp programa.
9. Las aventuras de-Kate y Ashley María: el caso del Hotel Quién-Hecho-Es (1996)
Las chicas viajan a Hawaii , donde se encuentran con un gerente de hotel que se ha ocupado de una serie de desapariciones recientes en todo el hotel.
10. Las aventuras de-Kate y Ashley:The Case of the U.S. Space Camp Mission (1996)
Las niñas reciben una llamada de algunos mineros de malvaviscos que una bola de nieve lanzar monstruo-ha sido "aterrorizar" ellos. Las chicas finalmente descubrir que la "nieve" es en realidad la ceniza , y el "monstruo" es en realidad un geólogo advirtiéndoles que la participación activa del volcán no es un lugar seguro para trabajar.
11. Las aventuras de-Kate y Ashley:The Case of the United States Navy Adventure(1997)
objetos voladores no identificados han sido vistos volando sobre sus cabezas. En este caso, las chicas recibe ayuda de la Marina de los Estados Unidos para resolver el misterio. El "OVNI" terminó siendo un satélite que volaba demasiado bajo en órbita.

## Lanzamientos Recopilatorios
Aparte de los once episodios, se hicieron dos videos recopilatorios:
Las asombrosas aventuras de Mary-Kate y Ashley
Incluye The Case of the SeaWorld Adventure, The Case of the US Space Camp Mission y The Case of the Hotel Who-Done-It.
Las aventuras favoritas de Mary-Kate y Ashley
Incluye The Case of the Volcano Mystery, The Case of the Fun House Mystery y The Case of the Logical I Ranch.